# La Trinité-des-Laitiers
La Trinité-des-Laitiers – miejscowość i gmina we Francji, w regionie Normandia, w departamencie Orne.
Według danych na rok 1990 gminę zamieszkiwało 76 osób, a gęstość zaludnienia wynosiła 7 osób/km² (wśród 1815 gmin Dolnej Normandii La Trinité-des-Laitiers plasuje się na 810. miejscu pod względem liczby ludności, natomiast pod względem powierzchni na miejscu 451.).